# Жигули
Жигулѝ (в България често наричана разговорно Жигу̀ла) е търговска марка на „АвтоВАЗ“, използвана в миналото. Името е избрано в чест на Жигульовските възвишения, масивно образование от варовик и доломит край бреговете на средното течение на Волга. Производството на тази фамилия автомобили в Руската федерация е прекратено на 17 септември 2012 г. Последната класическа кола е ВАЗ-21074. В Египет сглобяването на модела ВАЗ-21074 (с комплекти, доставяни от АвтоВАЗ) завършва в началото на 2014 г.
Първият модел на „Жигули“ е „ВАЗ-2101“, по конструкция почти напълно повтарящ италианския модел „FIAT 124“, но сглобен почти напълно от местни комплектуващи части. Първите коли са произведени през есента на 1970 г. „Жигули“ е основната марка леки автомобили, продавани през 1970-те и 1980-те години в България.
Автомобилите от първата фамилия (ВАЗ-2101, ВАЗ-2102, ВАЗ-2103, ВАЗ-2106) се продават на вътрешния пазар на СССР, както и на външните пазари, под търговското наименование „Жигули“. Тъй като обаче в редица европейски страни думата „жигули“ потребителите асоциират със съмнителното понятие жиголо („любовник срещу заплащане“), то на външните пазари марката „Жигули“ скоро е променена на „LADA“ (съответно експортните ВАЗ-2101, ВАЗ-21011, ВАЗ-2103, ВАЗ-2106 стават Lada-1200, Lada-1300, Lada-1500, Lada-1600 по обема двигателя в cm³).
Първите „Жигули“ са със сравнително мощни двигатели – 1,1 и 1,3 L с мощности 67 – 89 к.с. Времето за ускоряване от 0 до 100 km/h за ВАЗ 2101 е 19 s. Недостатък на тези двигатели е малкият им междуремонтен ресурс. Поради не особено качествените материали и значителните допуски в детайлите, двигателите се нуждаят от първи основен ремонт на около 100 000 km.